# Веерохвостка Реннелла
Веерохвостка Реннелла (лат. Rhipidura rennelliana) — вид воробьиных птиц из семейства веерохвостковых. Эндемик острова Реннелл (архипелаг Соломоновых островов).
Международный союз охраны природы (IUCN) присвоил виду охранный статус LC — «виды, вызывающие наименьшие опасения».

## Описание
Оперение в основном — мышинно-коричневое, цвет горлышка — несколько более бледный, на крыле — рыжеватая полоса. Длинный хвост, который птица часто распускает,- с бледной бахромой. Избегает открытых пространств, предпочитая лес (в основном — девственные леса). Это единственная веерохвостка на острове Реннелл. Обычный звук — пронзительный и скрипучий.

## Родственные виды
Вместе с близкородственными тёмной веерохвосткой (лат. R. tenebrosa), горной веерохвосткой (лат. R. drownei), кандавуской веерохвосткой (лат. R. personata), R. verreauxi и самоанской веерохвосткой (лат. R. nebulosa) образует комплекс видов.